# Фокеев, Михаил Семёнович
Михаил Семёнович Фокеев (псевдоним М. Ф.; 1871 — после 1918) — эсер, делегат Всероссийского Учредительного собрания, депутат II Думы, член ВЦИК.

## Биография

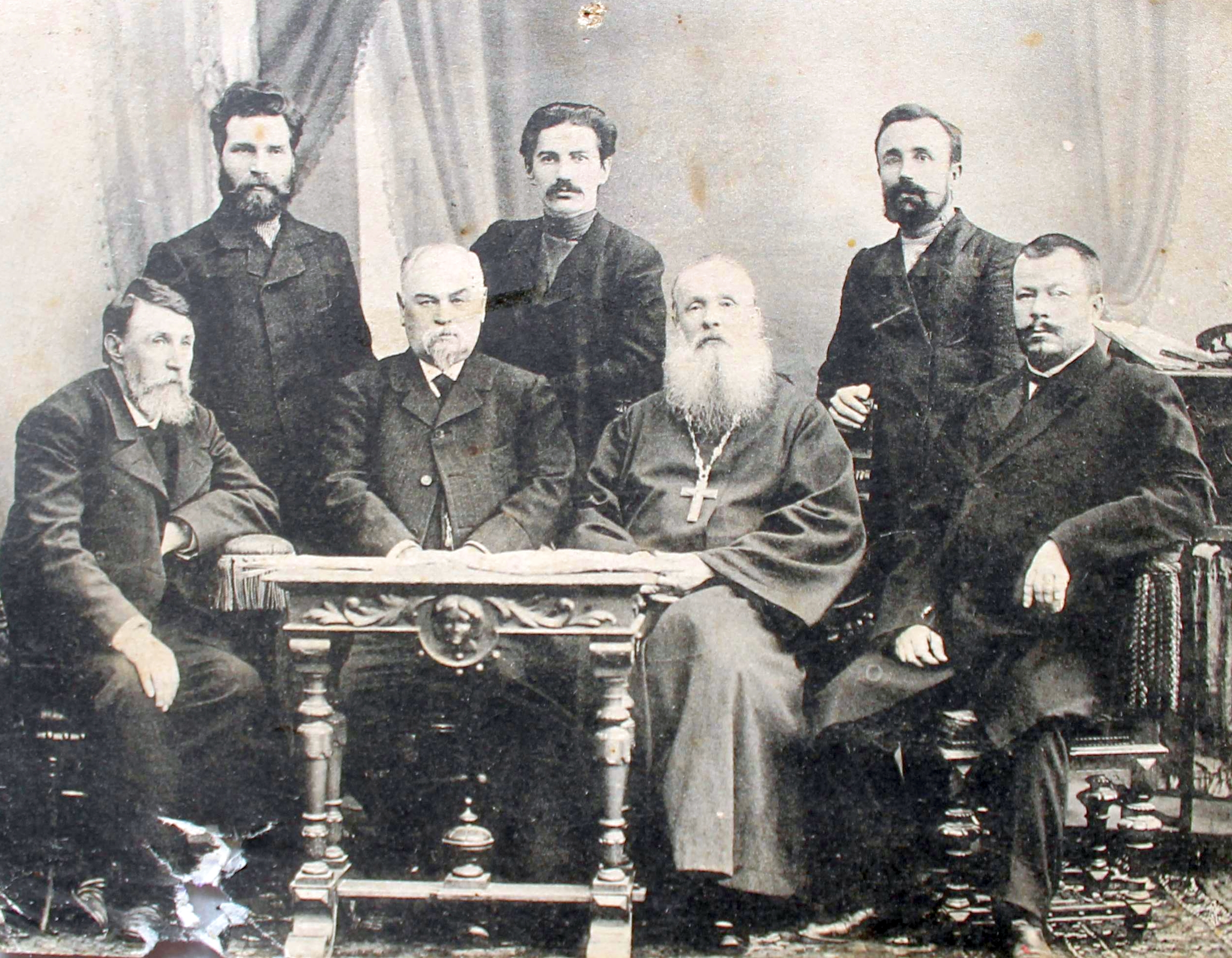
Члены II Государственной Думы от Нижегородской губернии.
Стоят: М. С. Фокеев, И. Р. Романов, Т. Г. Киреев; сидят: Н. И. Долгополов, А. А. Савельев, Ф. И. Владимирский, А. В. Иконников

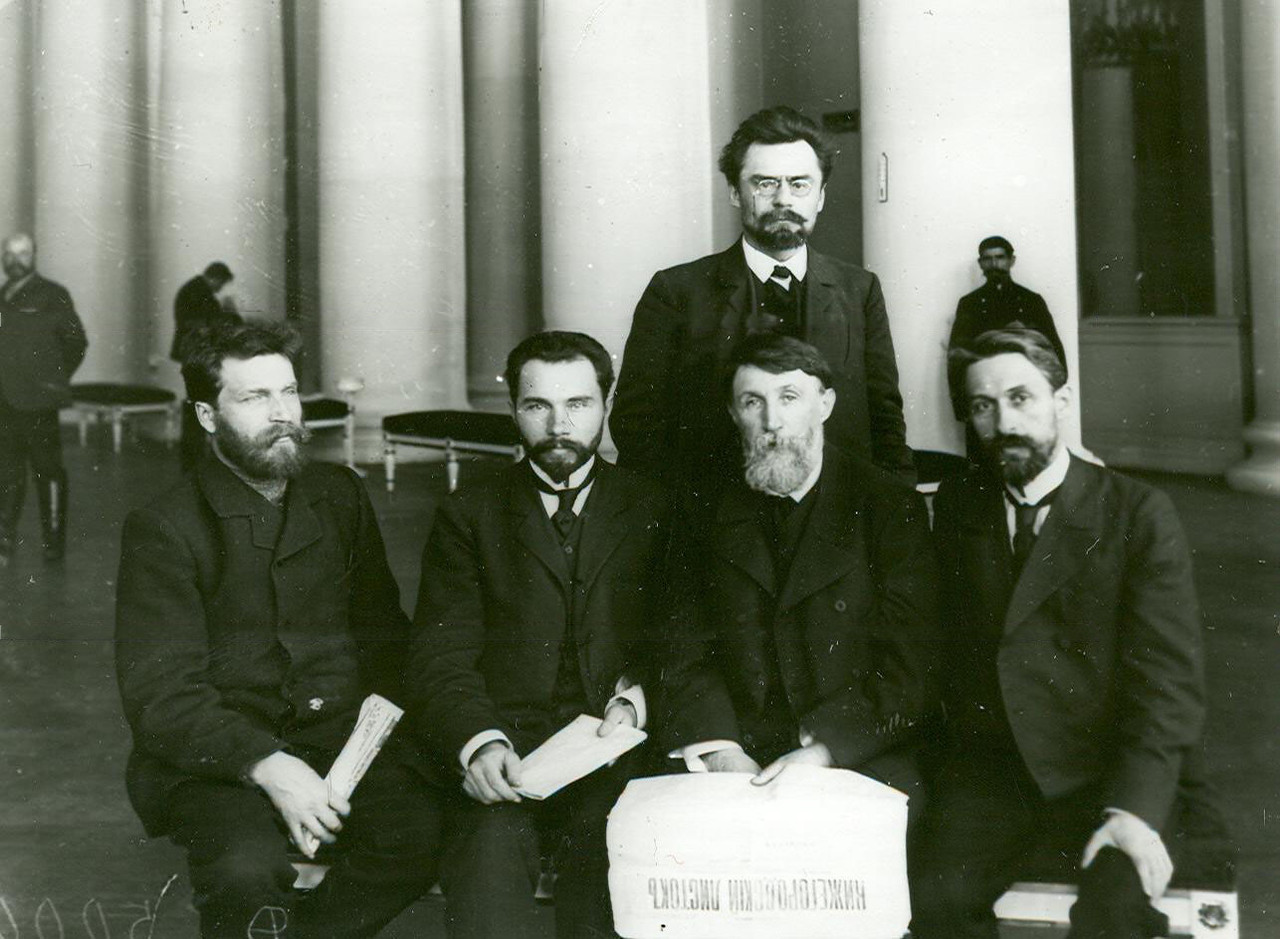
Группа депутатов 2-й Государственной Думы, М. С. Фокеев сидит первый слева.

Родился 9 марта 1871 года в селе Старое Поле Нижегородского уезда (Нижегородская губерния) в семье крестьянина Семёна Фокеева.
Служил ямщиком, матросом, ночным сторожем, спальником в пансионе Нижегородского речного училища, полевым рабочим. Получил образование самостоятельно (самоучка) и стал работать сельским учителем в Новой деревне Лукояновского уезда родной губернии.
После сдачи экзамена на аттестат зрелости в Нижегородской гимназии поступил на юридический факультет Императорского Московского университета; во время обучения был председателем правления Общества взаимопомощи студентов-юристов. После получения диплома стал работать помощником присяжного поверенного в Нижнем Новгороде.
Перед избранием (7 февраля 1907 года, от крестьянской курии) в Государственную думу Российской империи II созыва, М. С. Фокеев стал членом Партии социалистов-революционеров (ПСР). На тот момент он имел земельный надел в 4 десятины, то есть был земледельцем. В Думе Фокеев входил в Группу Социалистов-революционеров, был членом двух комиссий: финансовой и по народному образованию. Выступал в прениях по декларации Совета министров, об отмене военно-полевых судов, о помощи безработным, по аграрному вопросу, об изменении расписания государственного поземельного налога, о взимании налога с городских недвижимых имуществ, а также по избранию бюджетной и финансовой комиссий.
2 октября 1912 года Фокеев стал присяжным поверенным округа Московской судебной палаты. После Февральской революции избирался членом ВЦИК первого созыва, участником Демократического совещания в Петрограде (14-22 сентября 1917 года).
Был избран 3 октября 1917 года во Временный совет Российской Республики (Предпарламент), а затем и в депутаты Учредительного собрания от Нижегородского избирательного округа по списку № 3 (ПСР и Совет крестьянских депутатов). Участник единственного заседания Учредительного Собрания 5 января 1918 года; 9 января 1918 года был арестован. Дальнейшая судьба неизвестна.

### Архивные источники
- ГА РФ. Ф. 102 — Департамент полиции Министерства внутренних дел, 4 д/п, 1907, д. 110, ч. 37; ОО, 1907, д. 10, ч. 34.
- РГИА. Ф. 1278. Оп. 1 (2-й созыв). Д. 577. Л. 9.